# Alakaïevka
Alakaïevka (en russe : Алакаевка) est un village de Russie situé dans le raïon de Kinel de l'oblast de Samara. Le village d'Alakaïevka est le centre administratif d'une communauté rurale, ou selsoviet, éponyme.
Vladimir Ilitch Lénine y vécut avec sa famille de 1889 à 1893.

## Description

### Géographie

#### Situation et accès
Alakaïevka est situé à un peu plus de 53 km de Samara. Le village est divisé en deux parties par une rivière qui prend sa source dans la forêt environnante de Gorely.

#### Climat
Le climat d'Alakaïevka est de type continental humide de catégorie Dfb.
Pour être catégorisé Dfb, la région doit avoir des températures moyennes inférieures à 22 °C pour le mois le plus chaud et des températures moyennes supérieures à 10 °C pour les quatre mois les plus chauds de l'année. De plus, la température moyenne du mois le plus froid doit être inférieure à −3 °C (ou 0 °C).

#### Hydrographie
La rivière Elkhovy Klioutch traverse le village. Elle est nommée ainsi en référence à la présence de chênes dans le bois où elle prend source. Initialement, la voie navigable s'appelait Barsouchka.

### Toponymie
Le nom du village contient le nom turc Alakay.

### Héraldique

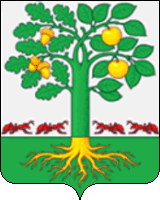
Blason d'Alakaïeva.

### Démographie
En 1982, le village compte environ 1 200 habitants, nombre tombé à 1 040 en 2020.

## Historique

### Origines
Les terres sur lesquelles se trouve actuellement le village d'Alakaïevka sont habitées de longue date,comme le démontrent les outils et les armes de combat qui y ont été trouvés. Parmi ceux-ci figure notamment une épée sarmate datée du IVe siècle av. J.-C. Au début du Xe siècle, ces terres appartenaient au prince bachkir Kougourdy Tchemeïev.
Au XVIIe siècle, la construction de structures défensives protège les frontières sud et est du tsarat de Russie de raids menés par des Kalmouks, des Bachkirs, des Kirghizes et des Karakalpaks. En particulier, les bastions de Zakamsk et Novy Zakamsk ont pour objectif, non seulement de protéger les frontières de la Russie contre les raids des nomades, mais aussi de repousser ceux-ci dans les profondeurs des steppes, protégeant ainsi la production agricole. Cela créé des conditions favorables à la colonisation des steppes de la Trans-Volga, région dans laquelle se situe Alakaïevka. Les zones de chasse — notamment de chasse au castor — et de pêche, ainsi que les abondantes prairies de fleurs mellifères attirent également les colons russes.

### Établissement des Bogdanov et création du village
En 1736, la loi interdisant la vente et l'achat des terres bachkires est annulée. Cela permet à de nombreux militaires de l'armée impériale russe d'acquérir de vastes étendues dans la région. En 1736, le commissaire de Stavropol, Moïsseï Alexandrovitch Bogdanov, achète 30 000 acres de terre au prince Kourougda Tchemeïev pour seulement 100 roubles en argent.
En 1752, le fils de Moïsseï Bogdanov, Alexandre, épouse la fille d'un propriétaire foncier, Pelagueïa Glebovna. Il reçoit en guise de cadeau de mariage les terres sur lesquelles il fonde par la suite Alakaïevka. Des maisons paysannes sont placées des deux côtés de la vallée, au fond de laquelle coule un ruisseau peu profond.
Les Bogdanov érigent une chapelle à Alakaïevka et y apportent une icône réputée miraculeuse de Notre-Dame de Vladimir depuis la région dont Pelagueïa Glebovna est originaire. Pendant plusieurs années, le 23 juin, les croyants se rendent à Alakaïevka pour s'incliner devant l'icône.
Dans les années 1820, l'arrière-petite-fille de Moïsseï Bogdanov, Maria Azarevna Dannenberg, devient la maîtresse du village, ce qui indique qu'un enseignement primaire y est dispensé (du moins à cette époque).
Dans les années 1860, le village est divisé en trois parties entre les héritiers de Maria Dannenberg. Plus tard, la rive droite d'Alakaïevka entre en possession du maire de Samara, Piotr Alabine.

### Venue des Oulianov
Au printemps ou à l'été 1889, soit peu de temps après l'exécution de son fils aîné Alexandre Oulianov, la famille de Vladimir Ilitch Oulianov, plus connu sous le nom de Lénine, déménage de Simbirsk pour les environs de Samara. Maria Alexandrovna Oulianova, mère de Vladimir Ilitch, achète pour 7 500 roubles par l'intermédiaire de Mark Ielizarov (en), une petite ferme appartenant auparavant à Constantin Mikhaïlovitch Sibiriakov (ru), près du village d'Alakaïevka,. La propriété est notamment composée de 225 acres de terres que les Oulianov louent aux paysans et d'un moulin. Tandis que Lénine travaille à Samara en hiver, il vient prêter main-forte à la ferme d'Alakaïevka en été. C'est notamment dans le village que Vladimir Ilitch écrit son premier article scientifique intitulé Nouveaux courants économiques dans la vie paysanne et créé un premier cercle de discussion marxiste. Qu'il s'agisse de surveiller le patrimoine de Constantin Sibiriakov ou les activités de Lénine, le village fait l'objet d'une surveillance policière particulière,.
En tout, Lénine réside par intermittence à Alakaïevka de 1889 à l'automne 1893,.
Lorsqu'en 1897, les Oulianov déménagent pour Moscou, la ferme est vendue à un marchand nommé Daniline, qui, pour une raison inconnue, déplace la maison en rondins dans le village de Neïalovka, dans le raïon de Krasny Iar (en) (toujours dans l'oblast de Samara). Alakaïevka est alors un village misérable de 84 familles, dont neuf n'ont ni cheval ni vache et quatre n'ont pas la propriété des huttes qu'elles habitent. Leur situation est représentative de la pauvreté des paysans de la Volga à cette époque.
Vladimir Ilitch Oulianov, qui a vécu en exil en Suisse, n'oublie pas Alakaïevka, qu'il appelle « la deuxième Suisse » du fait du relief caractéristique de la région, avec ses forêts inexploitées, ses prairies en fleurs et ses champs.

### Période soviétique
À la fin des années 1920, Anna Ilyinichna, grande sœur de Lénine, aide les habitants d'Alakaïevka à s'organiser pour la création d'une crèche avec jardin d'enfants et l'achat de matériel pour un centre de radio, de livres pour une bibliothèque et de fournitures pour l'école.
En 1921, la région de la Volga est confrontée à une catastrophe économique et humanitaire, la famine soviétique de 1921-1922, conséquence de la guerre civile et de la sécheresse sur l'économie paysanne russe.
En 1932, la maison des Oulianov est à nouveau déplacée de Neïalovka au village d'Alakaïevka et restaurée. La Maison de la culture socialiste y est installée et dotée d'une bibliothèque, d'un cinéma, d'une radio et d'un bureau militaire.
En 1940, il est décidé d'ouvrir la Maison-Musée de V. I. Lénine (appelée officieusement la Maison de Lénine).

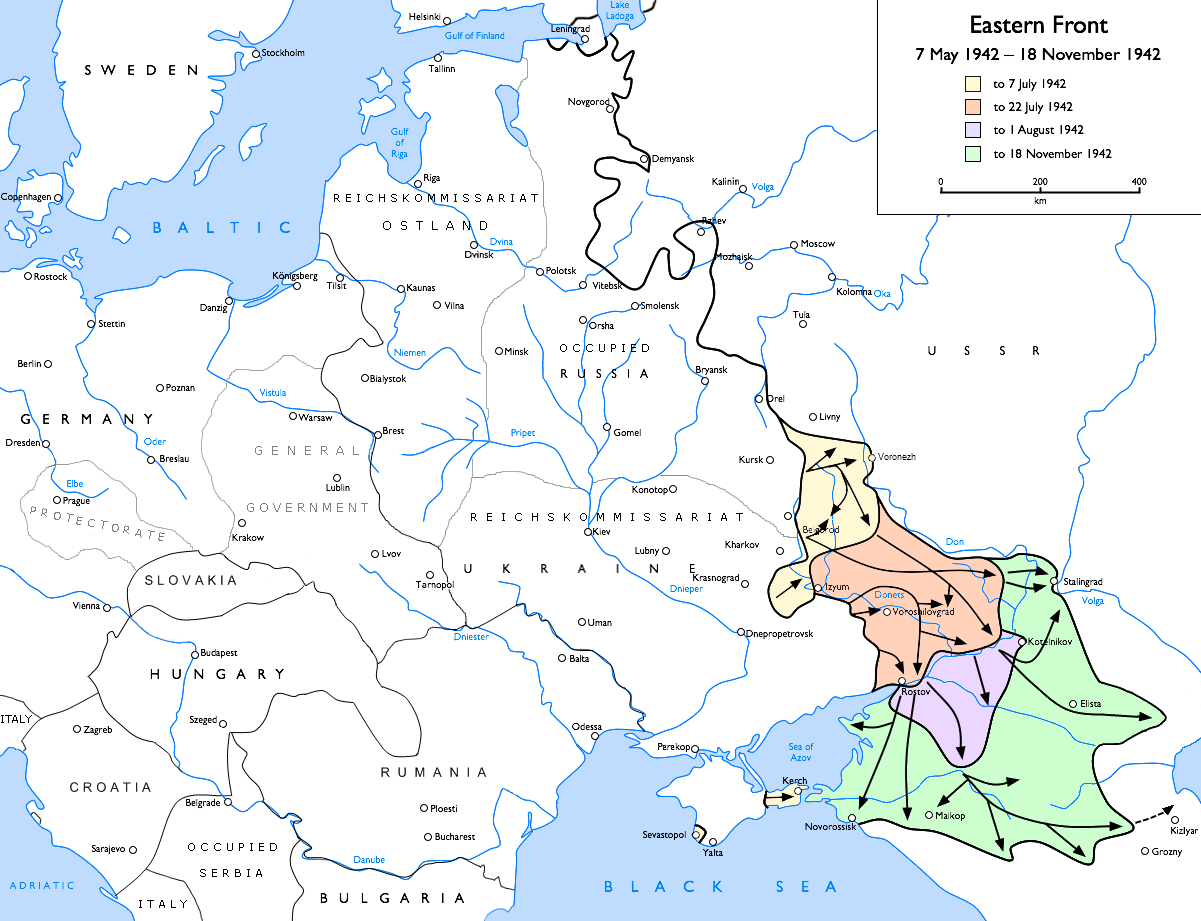
Carte du front de l'Est européen schématisant la progression des troupes de la Wehrmacht dans le Sud-Ouest de l'Union soviétique durant la Seconde Guerre mondiale du 7 mai au 18 novembre 1942.

Durant la Seconde Guerre mondiale, également appelée Grande Guerre patriotique en Russie, Alakaïevka tombe en ruine. Presque tous les hommes valides sont enrôlés au front. Les femmes d'Alakaïevka participent activement à la construction de fortifications défensives situées aux abords éloignés de la Volga. En 1943, le village reçoit la visite de Dmitri Ilitch Oulianov (en), petit frère de Lénine, qui use de son influence pour réclamer la rénovation de l'école et de nouveaux enseignants lors de son retour à Moscou. En 1944, il ne reste que huit hommes valides et 59 femmes dans le village. De plus, au début de l'année 1946, la ferme ne compte que 14 vaches, 21 porcs et 56 moutons.
En 1946, après rénovation, le musée est ouvert et fonctionne jusqu'en 1951, date à laquelle il est fermé sur ordre du Comité central du Parti communiste de l'Union soviétique.
Le 8 juillet 1948, la résolution no 403 du Conseil des commissaires du peuple de la République socialiste fédérative soviétique de Russie (RSFSR) inclut Alakaïevka dans la liste des localités d'importance économique, historique et culturelle nationale particulière en raison de la présence de la Maison de Lénine.
Le 30 août 1960, le Conseil des ministres de la RSFSR reconnaît Alakaïevka comme un lieu mémorable d'importance républicaine.
La maison-musée de V. I. Lénine dans le village d'Alakaïevka reprend son activité en 1966 et devient l'un des plus anciens musées de Lénine de l'époque.

### Ère post-soviétique
En 2004, la source est inaugurée. Avec les dons récoltés, une croix de chêne y est érigée, de même qu'une nouvelle chapelle et un bain public.
Depuis le 26 février 2010, Alakaïevka possède son propre bulletin d'information municipal.
À l'automne 2015, un monument dédié à Lénine est érigé dans le village. L'inauguration a lieu le 22 avril 2016, commémorant ainsi la date d'anniversaire de Lénine.

## Culture locale et patrimoine

### Lieux et monuments culturels remarquables

#### Le musée de la maison de Lénine
Il s'agit d'une maison en rondins de plain-pied, ou isba, d'une superficie de 205 m2, construite en 1850 par les héritiers directs du fondateur du village. Le domaine passe ensuite entre les mains de Constantin Mikhaïlovitch Sibiriakov (ru), qui rêve d'ouvrir une école d'agriculture près d'Alakaïevka, puis, à partir de 1887, à la famille Oulianov. Le verger de pommiers du domaine des Oulianov est l'un des plus anciens de la région de Samara, fondé au début du XIXe siècle,.
La famille Oulianov déménage à Alakaïevka sur la suggestion de Mark Ielizarov (en). La maison est bien agencée: sa partie centrale est traversée d'un couloir donnant accès à des pièces spacieuses sur les côtés droit et gauche. Une petite rivière coule aux abords du jardin,.
Après la mort de Vladimir Ilitch Lénine, la maison devient progressivement un musée : au début, une seule pièce où vivaient Vladimir Ilitch et son frère Dmitri est ouverte au public ; puis à partir du milieu des années 1930, toute la maison devient accessible au public. Sur son mur est accrochée une plaque commémorative avec le texte: « Vladimir Ilitch Lénine a vécu ici en 1889-1993 ».

#### L’icône de la vierge
Une icône sainte datant du XVIIIe siècle à effigie de Notre-Dame de Vladimir fait l'objet d'un pèlerinage.

### Éléments naturels remarquables

#### Steppe pierreuse d'Alakaïevsko-Tchoubovskaïa
Elle est reconnue comme un monument naturel d'importance régionale depuis le 19 avril 1983. Elle s'étend sur cinq hectares au sud-est du village.

### Personnalités liées à la commune

#### Famille Oulianov
- Vladimir Ilitch Oulianov dit Lénine ;
- Maria Alexandrovna Oulianova (mère de Lénine) ;
- Anna Ielizarova-Oulianova (sœur ainée de Lénine) ;
- Maria Ilinitchna Oulianova (sœur cadette de Lénine) ;
- Dmitri Ilitch Oulianov (en) (frère cadet de Lénine).

#### Autres
- Mark Ielizarov (en) (beau-frère par alliance de Lénine, époux d'Anna);
- Constantin Mikhaïlovitch Sibiriakov (ru)(mineur d'or russe, sculpteur, éditeur, philanthrope, citoyen d'honneur de la ville d'Irkoutsk);
- Piotr Alabine (personnalité publique russe, écrivain et journaliste militaire, Maire de Samara, citoyen d'honneur des villes de Kirov, Samara et Sofia).